# Nicolás Alpériz
Nicolás Jiménez Caballero Alpériz (Sevilla, 1865-Sevilla, 23 de noviembre de 1928) fue un pintor costumbrista español de reconocida calidad y técnica ágil y precisa, algunas de cuyas obras se encuentran expuestas en el Museo de Bellas Artes de Sevilla, como "Cuento de Brujas”, premiada en 1898 en la Exposición Universal de París.

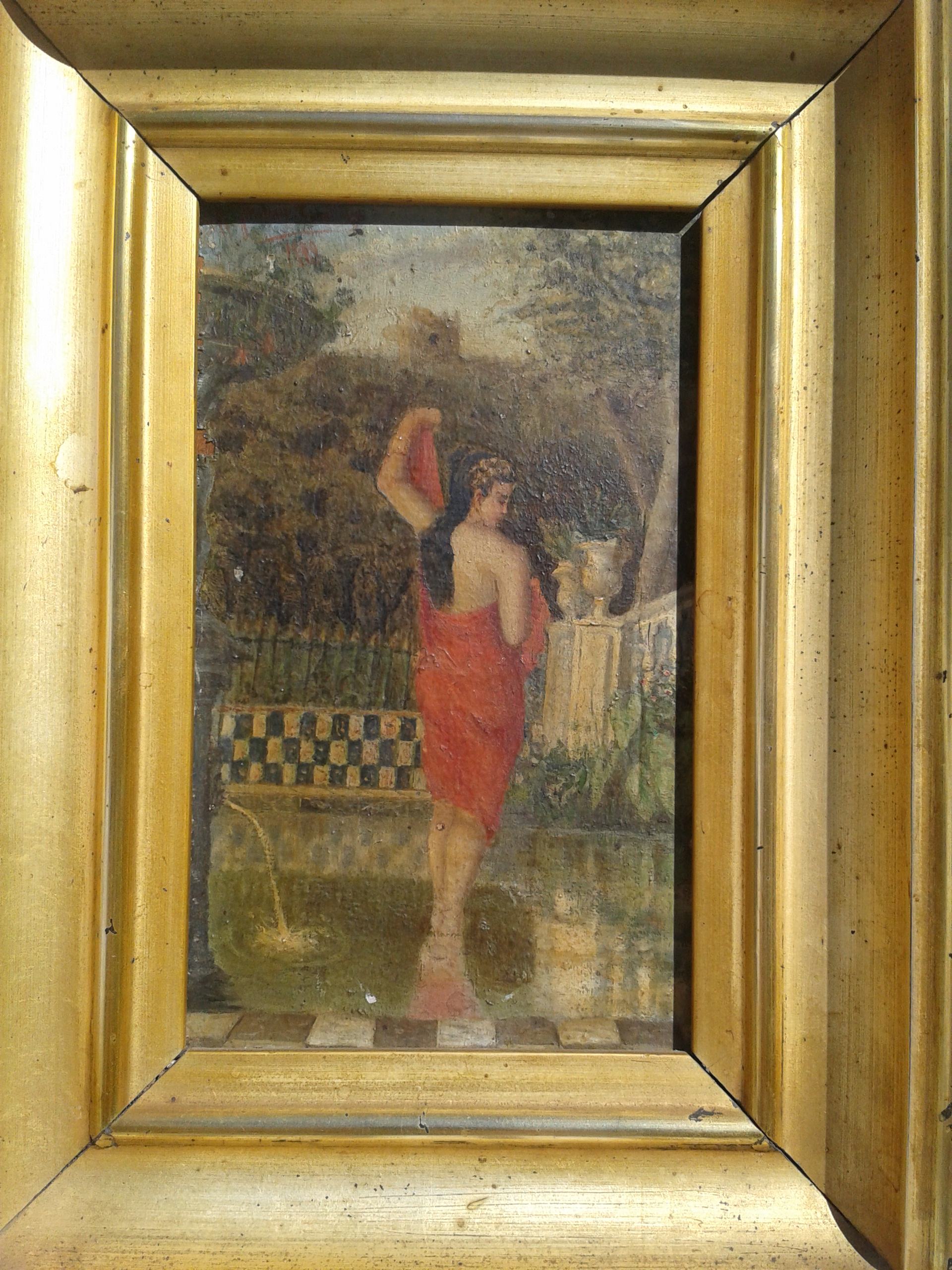
Nicolás Alpériz, En un patio sevillano.

Su verdadero nombre era Nicolás Jiménez Caballero Alpériz, aunque firmaba sus obras solamente con el nombre y el último apellido. 
Se formó en la Escuela de Bellas Artes de Sevilla, siendo sus maestros Eduardo Cano, Manuel Barrón y Jiménez Aranda. 
Perteneció a la escuela paisajística de Alcalá de Guadaíra, localidad en la que vivió y cuyas gentes y entorno reflejó en muchas de sus obras.